# Cosford (Shropshire)
Cosford – wieś w Anglii, w hrabstwie Shropshire. Leży 31 km na wschód od miasta Shrewsbury i 196 km na północny zachód od Londynu. Miejscowość liczy 3042 mieszkańców.